# Jakob Edelstein
Jakob Edelstein, auch Yaakov, Yacov, Jakub, Jacob Edelstein oder Edlstein (* 25. Juli 1903 in Horodenka, Galizien; † 20. Juni 1944 im KZ Auschwitz) war ein tschechoslowakischer Jurist, Verbandsfunktionär und Zionist und von 1933 bis zum 4. Dezember 1941 Leiter des Palästinaamtes in Prag. Im Ghetto Theresienstadt war er der erste Judenälteste.

## Leben und Wirken
Jakob Edelstein, der zionistisch erzogen wurde, zog mit seiner Familie zur Zeit des Ersten Weltkrieges ins mährische Brno. Edelstein engagierte sich ab 1926 in zionistischen Jugendorganisationen und war ab 1929 im Hauptbüro der Hechaluz tätig. Bereits 1933 wurde er Direktor des Palästina-Büros in Prag. 1937 war er zwischenzeitlich drei Monate bei dem Keren Hajessod in Palästina beschäftigt. Nach der Annexion Tschechiens am 15. März 1939 blieb Edelstein im Protektorat Böhmen und Mähren und wurde verantwortlicher Ansprechpartner der deutschen Besatzer für die Auswanderung tschechischer Juden nach Palästina. Zwischen 1939 und 1941 reiste er mehrmals ins Ausland und beriet sich dort mit jüdischen Funktionären; so reiste er nach Palästina, Triest, Wien, Genua, Berlin, Pressburg und Amsterdam. Edelstein wurde mit seinem Mitarbeiter Richard Friedmann und etwa 1000 weiteren jüdischen Männern im Rahmen des sogenannten Nisko-und-Lublin-Plans am 18. Oktober 1939 aus Ostrava nach Nisko deportiert. Kurz darauf kehrte Edelstein im November 1939 wieder nach Prag zurück. Edelsteins wollte verhindern, dass die Juden aus dem Protektorat Böhmen und Mähren nach Polen deportiert wurden. Daher schlug er den deutschen Besatzern wiederholt vor, tschechische Juden als Arbeitskräfte im Protektorat einzusetzen. Die Einrichtung des Ghettos Theresienstadt sah Edelstein als Erfolg, da ihm und den anderen jüdischen Funktionären nicht bewusst war, dass Theresienstadt als Durchgangslager für die Vernichtungslager geplant war.
Am 4. Dezember 1941 traf Edelstein mit Familie auf Anordnung des SS-Sturmbannführers Hans Günther im Ghetto Theresienstadt ein. Er wurde dort sogleich zum ersten Judenältesten ernannt und stand dem zwölfköpfigen Judenrat vor. Edelstein war im Ghetto insbesondere an der Bildung der Jugend sowie an produktiven Arbeitsabläufen interessiert. Ende Januar 1943 wurde Edelstein als Judenältester von Paul Eppstein abgelöst und wurde nun dessen erster Stellvertreter. Die unterschiedliche Anzahl registrierter und tatsächlicher Ghettoinsassen führte am 9. November 1943 zu seiner Verhaftung. Mitte Dezember 1943 wurde er in das KZ Auschwitz deportiert und war im Block 11 des Stammlagers untergebracht. Am 20. Juni 1944 musste Edelstein zunächst der Ermordung seiner Ehefrau Miriam und seines Sohnes Ariel zusehen, bevor er selbst im Krematorium erschossen wurde.